# Frigole
Frigole è una frazione del comune di Lecce, località balneare della costa del Salento.

## Storia

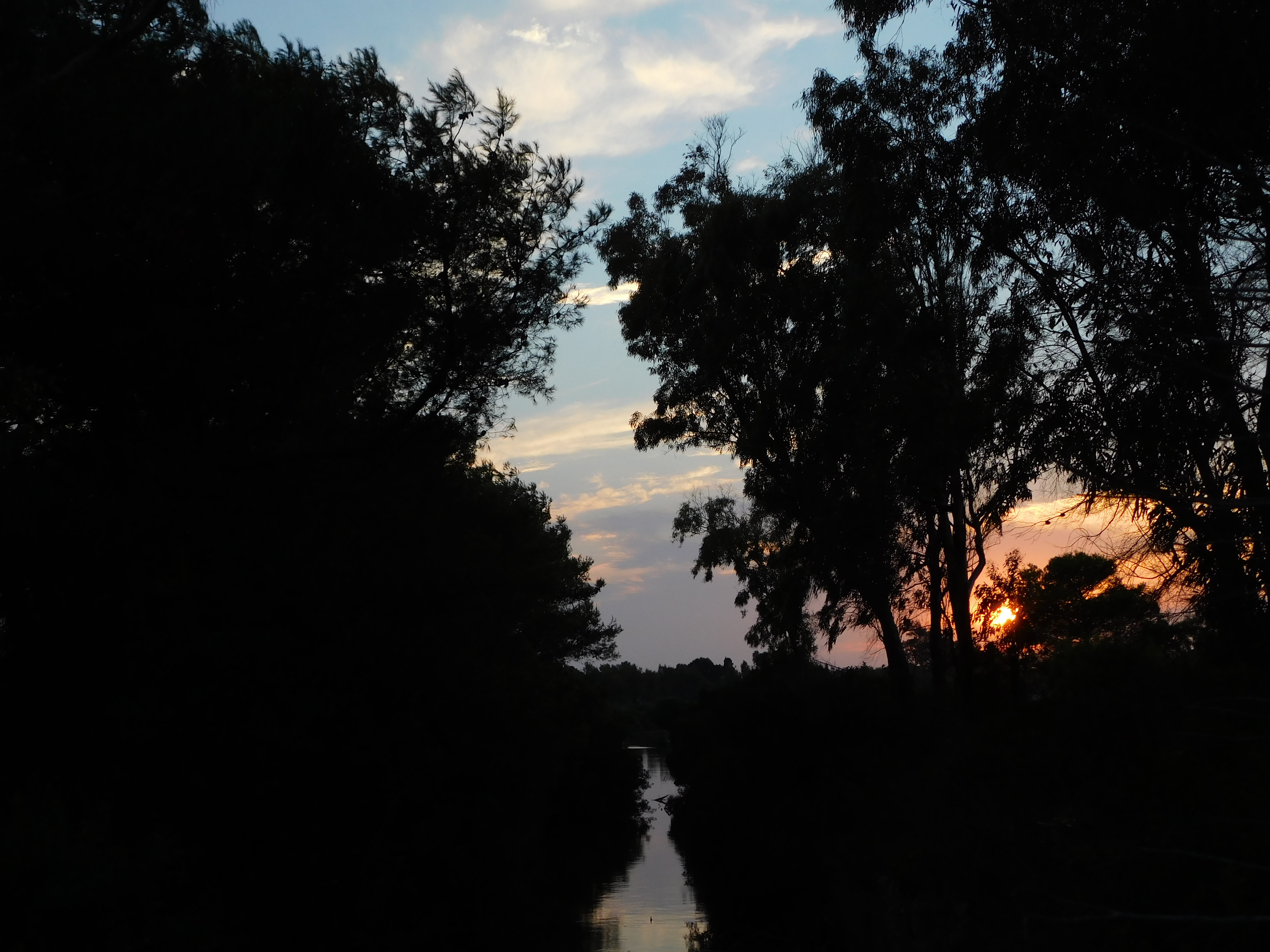
Il canale Giammatteo al tramonto

La località era nota sin dal periodo normanno con il nome di Guadina, in riferimento al carattere paludoso del territorio. Nella seconda metà dell'Ottocento, Federico Libertini, nobile salentino, impiegò tutte le sue risorse economiche per bonificare l'intera area, di sua proprietà. Progettò un complesso sistema di canali che attraversavano i campi paludosi, allo scopo di far defluire la massa idrica in eccesso, rendendoli fertili. Tuttavia, il sogno di Libertini si interruppe con la sua scomparsa, nel 1890, e, solo in epoca fascista, l'opera di bonifica fu ripresa e portata a termine, attraverso l'ampliamento della rete di canali, la piantumazione di nuovi alberi, la creazione di un bacino artificiale e la conversione dell'idrofora (ora alimentata elettricamente) che regolava l'afflusso dell'acqua nei canali.
Era stata prevista anche la costruzione di una litoranea, che avrebbe collegato San Cataldo e Torre Chianca. I lavori furono avviati, ma presto interrotti durante il secondo conflitto mondiale. Quel che resta dell'imponente progetto corrisponde all'attuale lungomare Attilio Mori.
Nel secondo dopoguerra l'idrofora fu spenta, mentre alcuni canali, con il passare del tempo, si ostruirono o furono interrati.
Ciononostante, verso la fine degli anni sessanta alcuni imprenditori salentini compresero le potenzialità turistiche del territorio e decisero di costruirvi strutture ricettive e stabilimenti balneari, contribuendo, così, al suo sviluppo.

### Origine del nome
Anche se non esiste alcun documento al riguardo, il nome Frigole, di evidente etimologia latina (frigus), farebbe riferimento all'originaria improduttività della terra, appunto "fredda", "arida".

## Il territorio

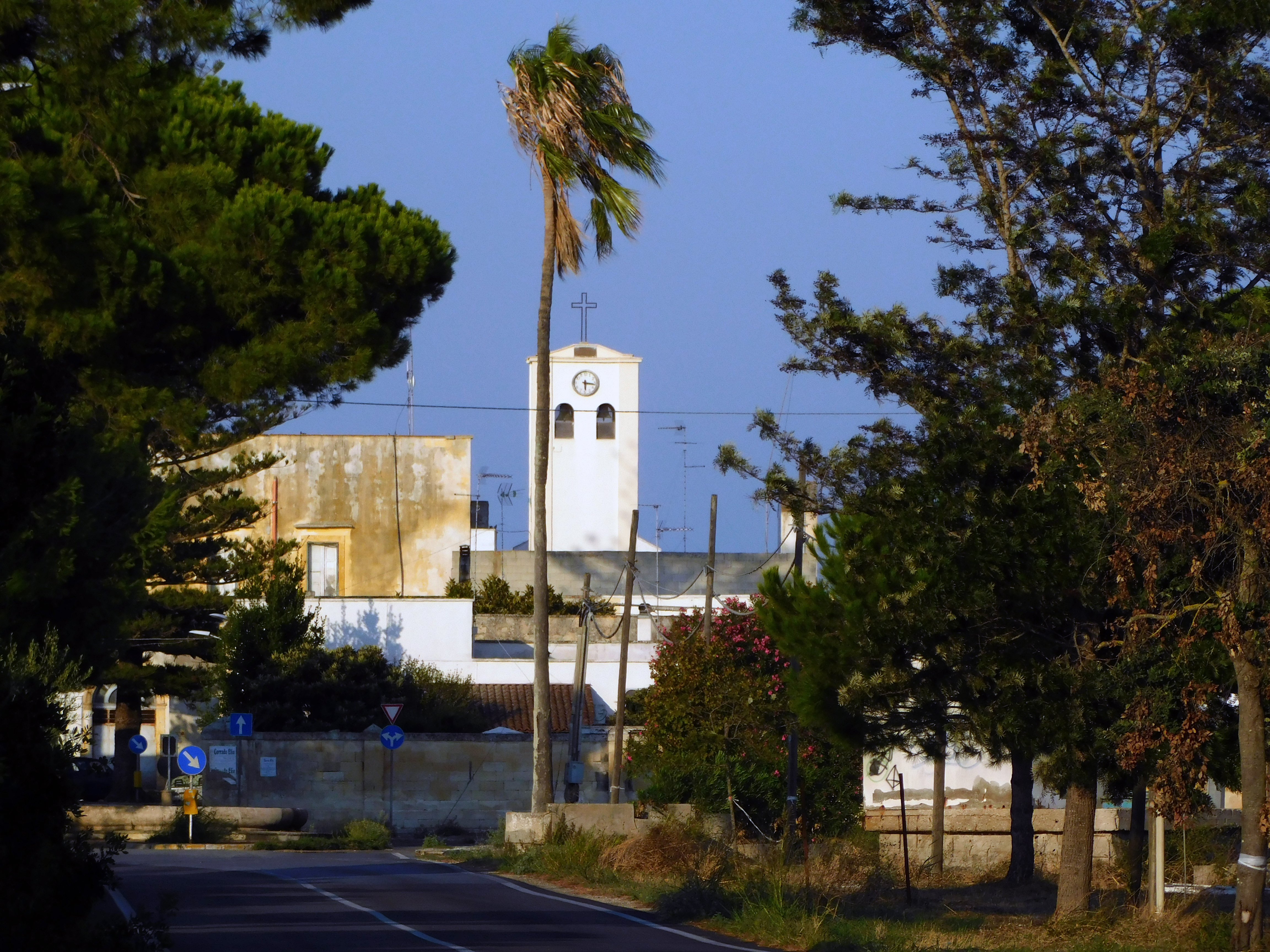
Il borgo di Frigole

### Centro abitato
Situato a 9 km da Lecce, è costituito da due piazze, attorno a cui gravitano i principali edifici del borgo, ampliato negli anni trenta del Novecento. In particolare, nella piazzetta dedicata a Leandro Alberti sorge l'antica masseria di Federico Libertini (oggi in stato di abbandono), di cui colpiscono soprattutto il maestoso ingresso e il cortile interno. Poco distante si trova la chiesa di S. Maria Goretti, in stile neo-romanico.

### Litorale
Il litorale di Frigole (distante circa 1 km dal centro della frazione), meglio noto a livello locale come "Marina di Frigole" o "Marina di Lecce" è caratterizzato da una costa bassa e sabbiosa, lungo la quale sono presenti gli stabilimenti balneari e il caratteristico porticciolo. In alcuni lidi si tengono ogni Ferragosto i caratteristici spettacoli di fuochi artificiali come in tutta la regione.

### Bacino di Acquatina

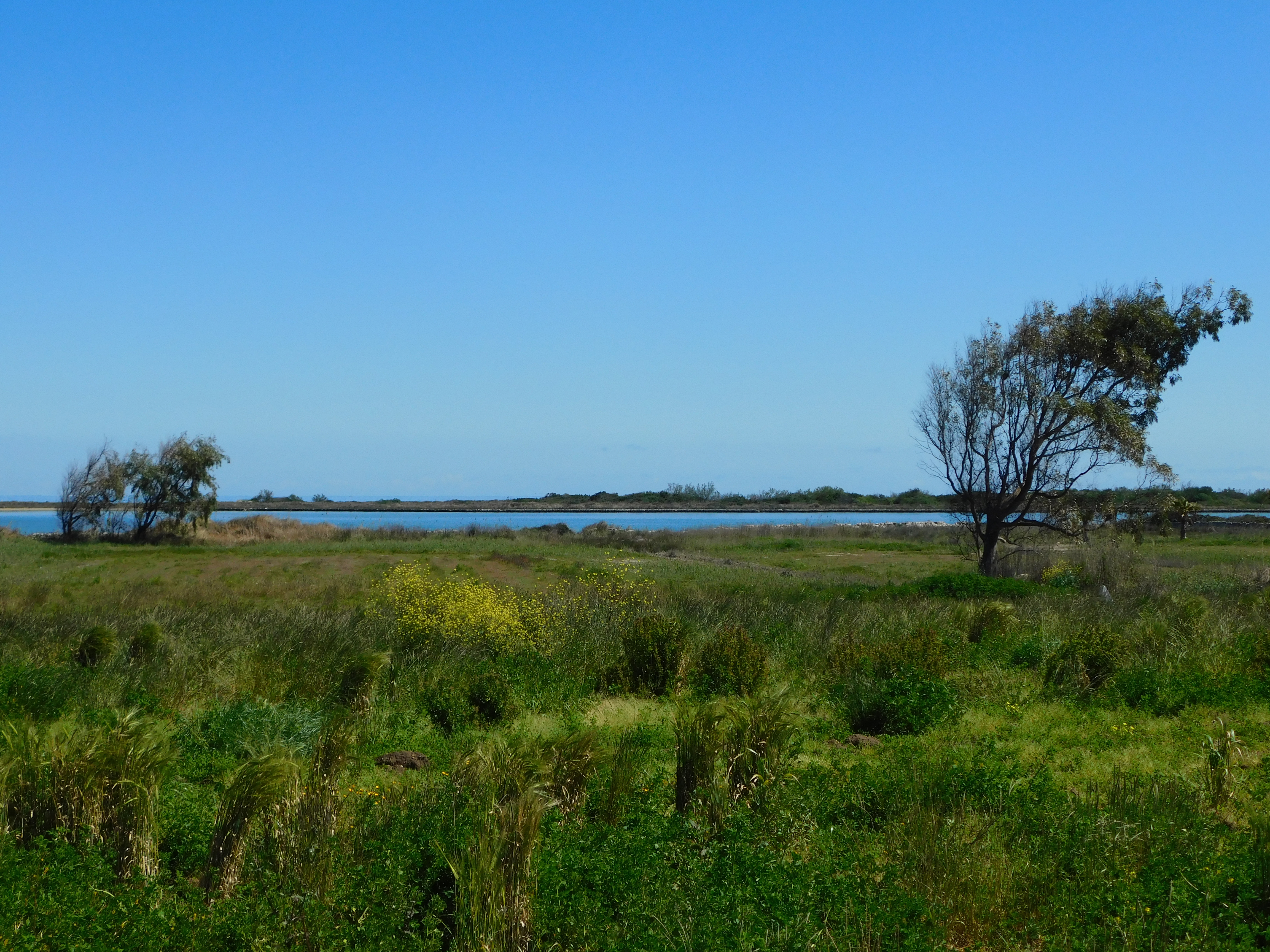
Il bacino di Acquatina

A pochi chilometri da Frigole vi è il bacino di Acquatina, un bacino costiero artificiale con caratteristiche lagunari, realizzato nell'ambito degli interventi di bonifica. Si tratta di una zona umida estesa per circa 100 ettari, delimitata da una serie di dune e immersa in una folta macchia mediterranea.
Il bacino è in costante collegamento con il mare attraverso un canale poco profondo e riceve apporti d'acqua dolce dalla diramazione laterale del Canale Giammatteo.

## Infrastrutture e trasporti
Il territorio di Frigole è attraversato da due strade principali: la Strada Provinciale 132 (Lecce-Frigole) e la Strada Provinciale 133 (litoranea San Cataldo-Casalabate).

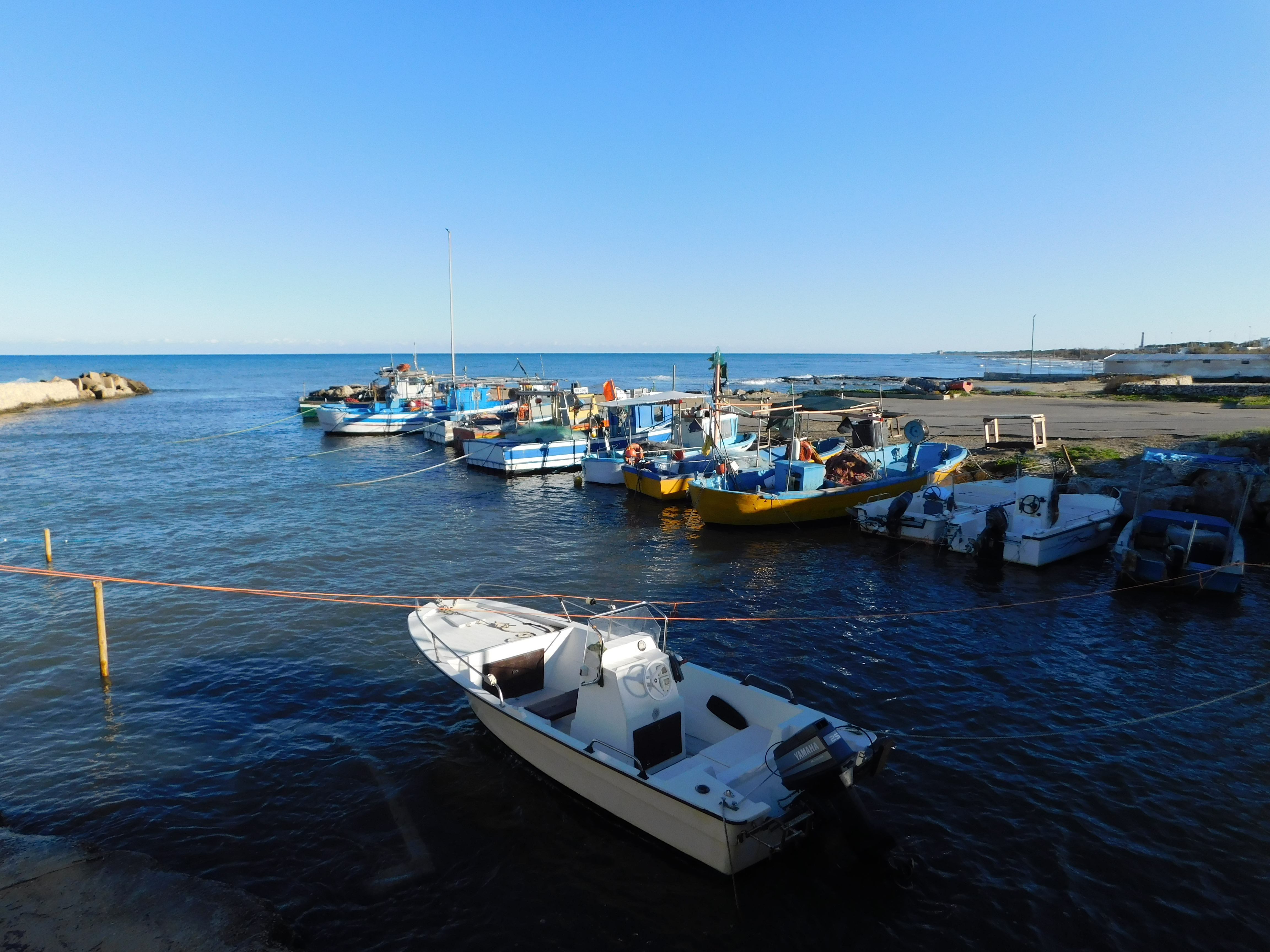
Il porticciolo, sede della Lega Navale Italiana